# Меморіальний комплекс Солдатської Слави (Полтава)
Меморіальний комплекс Солдатської Слави — меморіальний комплекс у Полтаві. Встановлено у 1969 році на території парку імені Івана Котляревського, на місці Старого міського кладовища (район вулиці Європейської).

У 1941—1943 роках, під час німецько-нацистської окупації, на території кладовища і концтабору, що знаходився неподалік, було закатовано понад 3,5 тисяч радянських громадян — мирних жителів, військовополонених, партизанів та підпільників. У 1969 році тут відкрито меморіальний комплекс Солдатської Слави. Сюди були перенесені останки радянських воїнів-визволителів, полеглих у боях за Полтаву. У центрі меморіалу — тригранний облицьований сірим гранітом обеліск — трилон (висота 22 метри) у формі солдатського штика з написом: «Слава героїв безсмертна». Біля підніжжя палає Вічний вогонь, запалений двічі Героєм Радянського Союзу генерал-полковником Олександром Родимцевим від факелу, доставленого з могили Невідомого Солдата у Києві. Біля обеліска — 6-метрова гранітна постать воїна з щитом. Поруч з Вічним вогнем розташовані могили, в яких поховані секретарі Полтавського підпільного обкому КП(б)У Степан Кондратенко і Г. Ф. Яценко, генерал-лейтенант Олексій Зигін, військові кореспонденти Петро Лідов, Сергій Струнников, О. О. Кузнецов, Герой Радянського Союзу полковник Микола Кучеренко та інші. Праворуч алеї, що веде до Вічного вогню, — 4 групових та 21 поодинока могила з встановленими на них гранітними плитами (1,2 х 0,8 м); з тильної сторони обеліска — 17 братських могил, в яких поховані останки 394 радянських воїнів, полеглих у 1941 та 1943 роках На могилах — гранітні плити (1,7 х 1,4 м) з викарбуваними на них прізвищами загиблих воїнів, партизанів, підпільників, жертв фашизму. Автори — скульптор Е. М. Кунцевич, архітектори І. В. Мезенцев, Г. М. Кислий та Лев Вайнгорт.

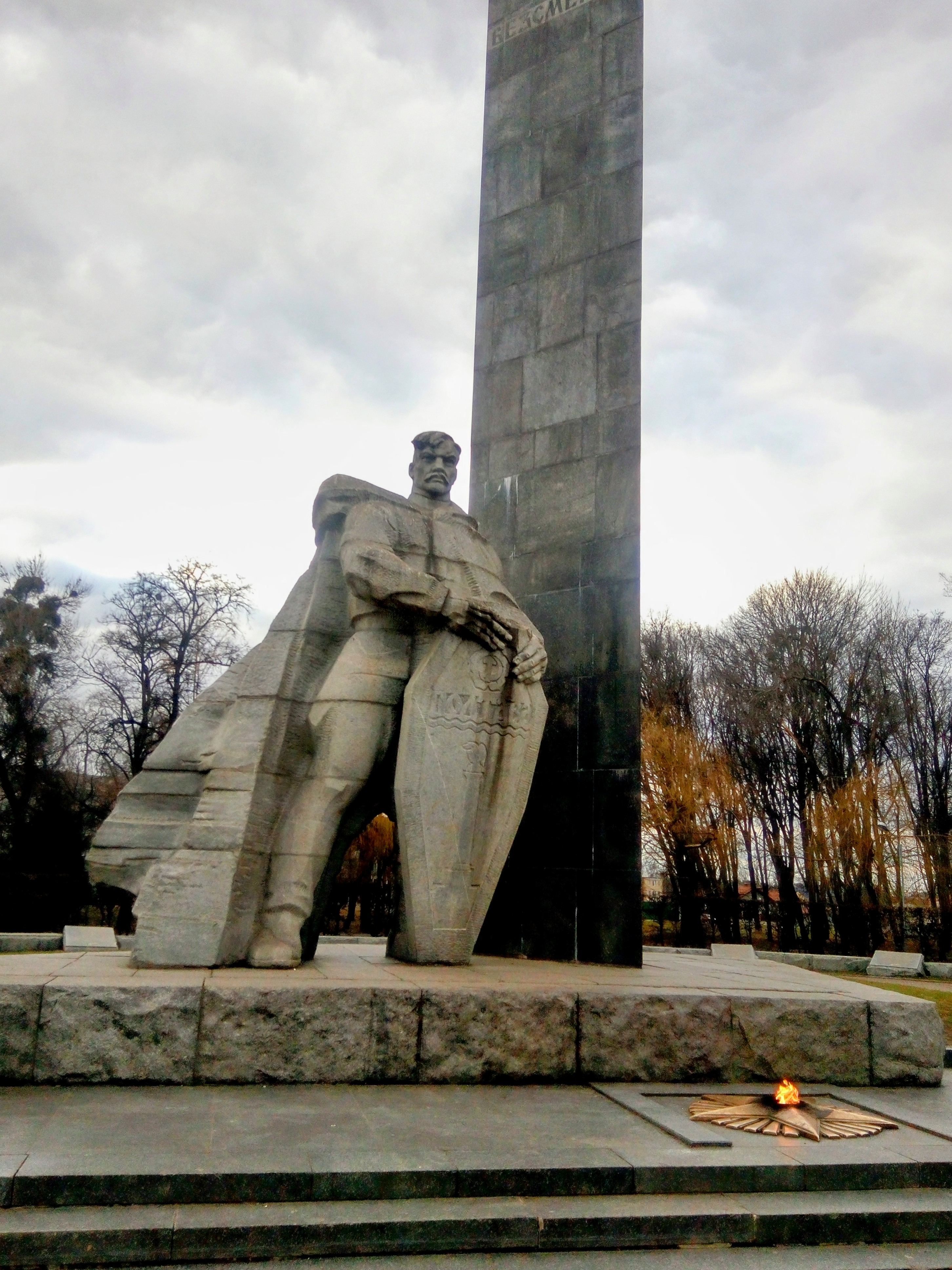
Воїн із щитом та Вічний вогонь